# 周士良
周士良（1914年—1980年12月28日），天主教神父，耶穌會中國籍會士。

## 生平
1914年出生，北京天主教輔仁大學歷史系畢業，除了文史，亦對音乐、音律有研究。中華民國大陸時期至中華人民共和國時期均於上海教區工作。
曾擔任上海唐墓橋達義公學（現上海市唐镇中学）校長。中華人民共和國成立後，1950年梵蒂岡教廷任命龔品梅為上海教區主教，當時周士良擔任其秘書。1955年肅清暗藏的反革命分子運動期間，龔品梅被中共逮捕，觸發龚品梅反革命集团案，翌年上海教區咨議會自行選出张士琅神父為代理主教，遭教廷否定，周士良為教區咨議會議長徐元榮神父起草信件，與教廷交涉。
周士良精通拉丁语、法语等多種語文，從原文譯出《懺悔錄》（希波的奥古斯丁著）和《福音概論》（法國耶穌會士余卞Joseph Huby原著）、《舊約以色列民族史》（法國耶穌會士戴業勞Henri Daniel-Rops原著）、《江南傳教史》（法國耶穌會士高龍鞶原著）等書。曾獲邀參與《辭海》的編纂工作。
1962年完成《懺悔錄》的翻譯，1963年由北京商務印書館出版，被收入漢譯世界學術名著叢書，被視為最完善、傳播最廣泛的中譯本；重印15次以上，印數多，流傳廣，希波的奧古斯丁引《武加大譯本》經文譯自拉丁文原文，惟譯名經編輯加工改用新教譯名。